# Lophocharis ambidentata
Lophocharis ambidentata är en hjuldjursart som beskrevs av De Ridder 1960. Lophocharis ambidentata ingår i släktet Lophocharis och familjen Mytilinidae. Inga underarter finns listade i Catalogue of Life.